# Persone di cognome Myers
| Questa pagina contiene informazioni ricavate automaticamente dalle voci biografiche con l'ausilio del template Bio e di un bot. L'aggiornamento è periodico e automatico e ricostruisce completamente la pagina. Se manca una persona in questa lista, sei pregato di non aggiungerla, ma accertati piuttosto che la sua voce biografica contenga il template Bio e che i dati anagrafici siano correttamente compilati. Se il template Bio manca, inseriscilo tu stesso o, in alternativa, metti l'avviso {{tmp\|Bio}} che ne segnala la mancanza. Se i dati riportati sono sbagliati, correggi direttamente la voce biografica; le modifiche saranno visibili in questa lista entro pochi giorni. Per chiarimenti vedi il progetto antroponimi. La lista contiene solo le 58 persone che sono citate nell'enciclopedia e per le quali è stato implementato correttamente il template Bio. Pagina aggiornata al 24 feb 2025. |

Questa è una lista di persone presenti nell'enciclopedia che hanno il cognome Myers, suddivise per attività principale.

## Allenatori di calcio(1)
- Gregory Myers, allenatore di calcio statunitense

## Architetti(1)
- Elijah Myers, architetto statunitense (Filadelfia, n. 1832 - Detroit, † 1909)

## Arcivescovi cattolici(1)
- John Joseph Myers, arcivescovo cattolico statunitense (Earlville, n. 1941 - Ottawa, † 2020)

## Astisti(1)
- Edwin Myers, astista statunitense (Hinsdale, n. 1896 - Evanston, † 1978)

## Attori(4)
- Bruce Myers, attore e regista teatrale britannico (Radcliffe, n. 1942 - Parigi, † 2020)
- Harry Myers, attore, regista e sceneggiatore statunitense (New Haven, n. 1882 - Hollywood, † 1938)
- Mike Myers, attore, comico e sceneggiatore canadese (Scarborough, n. 1963)
- Ray Myers, attore e regista statunitense (Hot Springs, n. 1889 - Los Angeles, † 1956)

## Attrici(7)
- Carmel Myers, attrice statunitense (San Francisco, n. 1899 - Los Angeles, † 1980)
- Cynthia Myers, attrice e modella statunitense (Toledo, n. 1950 - † 2011)
- Emma Myers, attrice statunitense (Orlando, n. 2002)
- Kathleen Myers, attrice statunitense (Covington, n. 1899 - Cincinnati, † 1959)
- Kim Myers, attrice statunitense (Los Angeles, n. 1966)
- Pamela Myers, attrice statunitense (Hamilton, n. 1947)
- Ruby Myers, attrice indiana (Pune, n. 1907 - Mumbai, † 1983)

## Bassisti(1)
- David Myers, bassista e chitarrista statunitense (Byhalia, n. 1927 - Chicago, † 2001)

## Calciatori(3)
- Andy Myers, ex calciatore britannico (Hounslow, n. 1973)
- Chance Myers, ex calciatore statunitense (Thousand Oaks, n. 1987)
- Tim Myers, calciatore neozelandese (Auckland, n. 1990)

## Canottieri(1)
- Kenneth Myers, canottiere statunitense (Norristown, n. 1896 - † 1974)

## Cantanti(1)
- Heavy D, cantante, rapper e attore statunitense (Mandeville, n. 1967 - Mount Vernon, † 2011)

## Cantautori(1)
- Tim Myers, cantautore, musicista e produttore discografico statunitense (Orange, n. 1986)

## Cantautrici(2)
- Jackie DeShannon, cantautrice statunitense (Hazel, n. 1941)
- Billie Myers, cantautrice britannica (Coventry, n. 1971)

## Cestisti(6)
- Carlton Myers, ex cestista italiano (Londra, n. 1971)
- Jeff Myers, ex cestista statunitense (Filadelfia, n. 1974)
- Mike Myers, cestista statunitense (Camden, n. 1992)
- Pete Myers, ex cestista e allenatore di pallacanestro statunitense (Mobile, n. 1963)
- Terrell Myers, ex cestista e allenatore di pallacanestro statunitense (New Haven, n. 1974)
- Teyvon Myers, cestista statunitense (Brooklyn, n. 1994)

## Compositori(1)
- Stanley Myers, compositore inglese (Birmingham, n. 1930 - Londra, † 1993)

## Danzatrici(1)
- Vali Myers, ballerina e pittrice australiana (Sydney, n. 1930 - Melbourne, † 2003)

## Dirigenti sportivi(1)
- Bob Myers, dirigente sportivo e ex cestista statunitense (Danville, n. 1975)

## Generali(2)
- John T. Myers, generale statunitense (Wiesbaden, n. 1871 - Coconut Grove, † 1952)
- Richard Myers, generale statunitense (Kansas City, n. 1942)

## Giocatori di baseball(1)
- Wil Myers, giocatore di baseball statunitense (Thomasville, n. 1990)

## Giocatori di football americano(4)
- Brandon Myers, giocatore di football americano statunitense (Prairie City, n. 1985)
- Chris Myers, giocatore di football americano statunitense (Miami, n. 1981)
- Jason Myers, giocatore di football americano statunitense (Chula Vista, n. 1991)
- Josh Myers, giocatore di football americano statunitense (Dayton, n. 1998)

## Giornalisti(1)
- Arthur Wallis Myers, giornalista e tennista britannico (Kettering, n. 1878 - Epsom, † 1939)

## Hockeisti su ghiaccio(1)
- Tyler Myers, hockeista su ghiaccio statunitense (Houston, n. 1990)

## Militari(1)
- Abraham C. Myers, militare statunitense (Georgetown, n. 1811 - Washington, † 1889)

## Modelli(1)
- Gary Myers, modello e attore australiano (Wiluna, n. 1941)

## Musicisti(1)
- Barry Scratchy Myers, musicista e disc jockey inglese

## Nuotatrici(1)
- Whitney Myers, ex nuotatrice statunitense (Oxford, n. 1984)

## Orientalisti(1)
- Brian Reynolds Myers, orientalista e giornalista statunitense (n. 1963)

## Politiche(1)
- Dee Dee Myers, politica e funzionario statunitense (Quonset Point, n. 1961)

## Politici(1)
- John T. Myers, politico statunitense (Covington, n. 1927 - Covington, † 2015)

## Psicologi(1)
- Frederic William Henry Myers, psicologo e parapsicologo britannico (Keswick, n. 1843 - Roma, † 1901)

## Rugbiste a 15(1)
- Hannah Myers, rugbista a 15 e dirigente sportiva neozelandese (Auckland, n. 1979)

## Scrittori(1)
- Benjamin Myers, scrittore e giornalista britannico (Durham, n. 1976)

## Sindacalisti(1)
- Isaac Myers, sindacalista statunitense (Baltimora, n. 1835 - † 1891)

## Tripliste(1)
- Tamara Myers, triplista bahamense (North Andros, n. 1993)

## Tuffatrici(1)
- Paula Myers-Pope, tuffatrice statunitense (Lackawanna, n. 1934 - Ventura, † 1995)

## Velociste(1)
- Viola Myers, velocista canadese (Toronto, n. 1927 - Toronto, † 1993)

## Wrestler(2)
- Curt Hawkins, wrestler statunitense (Glen Cove, n. 1985)
- George Steele, wrestler e attore statunitense (Detroit, n. 1937 - Cocoa Beach, † 2017)